# 绵远河
绵远河，中国沱江上游主要支流之一。
发源于四川省龙门山脉德阳市绵竹市清平乡境内的鹿头山，此处属夏季龙门山暴雨中心区，是中国沱江的正源。从汉旺镇出山口进入成都平原，穿过德阳市市区后，在广汉市三水镇境内汇入石亭江。绵远河干流全长129公里，流域面积1218平方公里，多年平均径流量5.12亿立方米。